# Герцог Масса

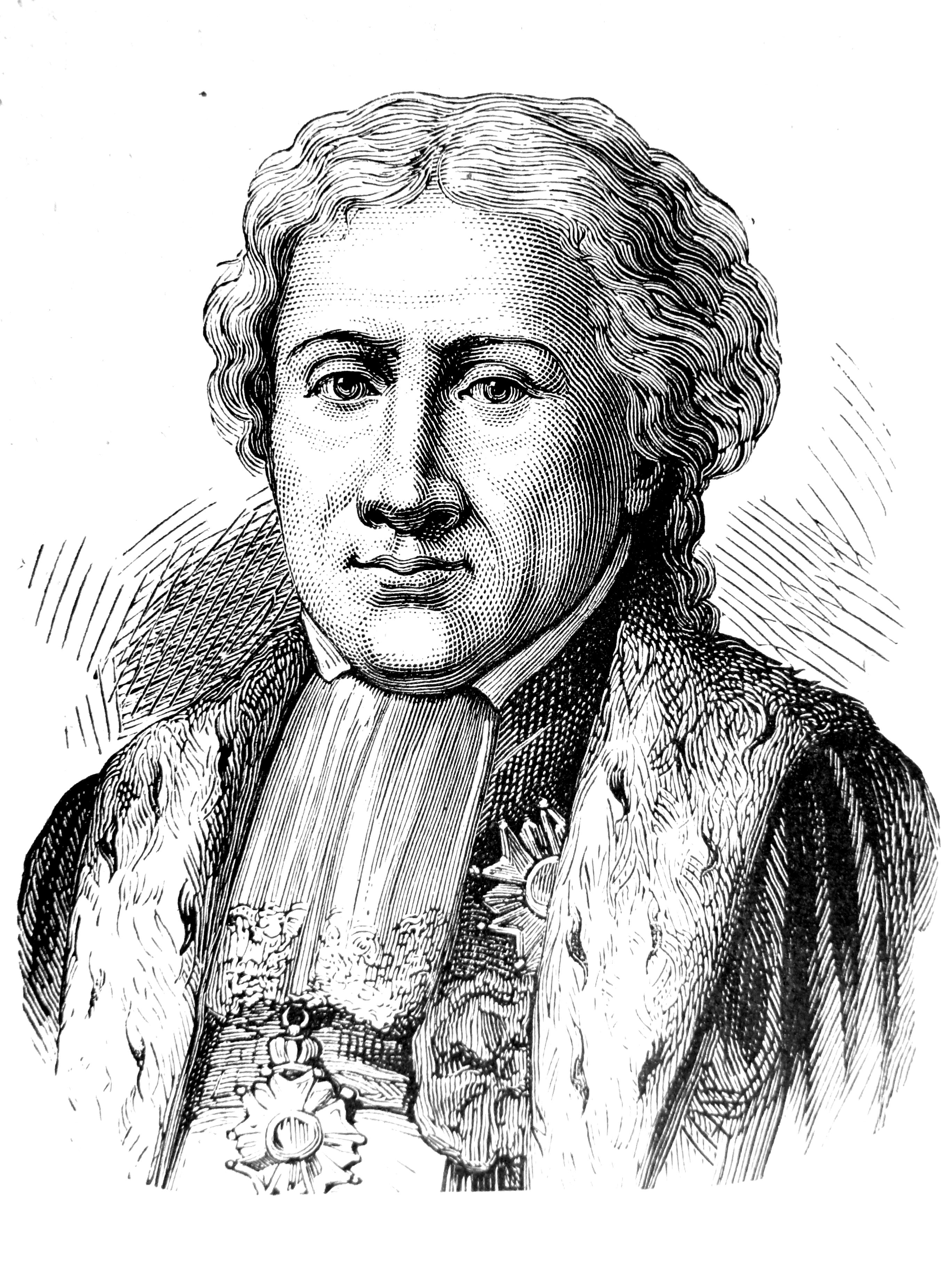
Клод Амбруаз Ренье, 1-й герцог де Масса (1746—1814)

Герцог де Масса (фр. Duc de Massa) — французский аристократический титул. Он был создан 15 августа 1809 года императором Наполеоном для Клода Амбуаза Ренье (1746—1814), великого судьи и министра юстиции Империи с 1802 по 1813 год.
Название герцогского титула происходит от названия провинции Масса-Каррара в Италии.
В 1816 году король Франции Людовик XVIII утвердил Николя-Франсуа Сильвестра Ренье (1783—1851) в качестве 2-го герцога Масса и пэра Франции.

## Список герцогов Масса
- 1809—1814: Клод Амбруаз Ренье (6 апреля 1746 — 24 июня 1814), 1-й герцог Масса, великий судья и министр юстиции при Наполеоне (1802—1813)
- 1814—1851: Николя-Франсуа Сильвестр Ренье[фр.] (фр.) (31 декабря 1783 — 20 августа 1851), 2-й герцог Масса, граф Гронау (с 1811 года), государственный деятель и пэр Франции, сын предыдущего.
- 1851—1913: Андре Филипп Альфред Ренье (15 февраля 1837 — 23 мая 1913), 3-й герцог Масса, сын Альфонса Ренье (1814—1846), маркиза де Масса, внук предыдущего и правнук Клода Ренье, 1-го герцога Масса. Бездетен
- 1913—1946: Жан-Луи Наполеон Ренье (25 декабря 1875 — 29 мая 1946), 4-й герцог Масса, двоюродный брат предыдущего, старший сын Александра Филиппа Ренье (1831—1910), маркиза де Масса
- 1946—1962: Александр Альфред Андре Ренье (9 мая 1905 — 14 января 1962), 5-й герцог Масса, старший сын предыдущего. После смерти в 1962 году 5-го герцога Масса этот титул прервался.